# Avenue Capital Group
Avenue Capital Group è una società di investimento, fondata nel 1995 da Marc Lasry e Sonia Gardner, con interessi in società in crisi, default o bancarotta (titoli distressed). Inoltre, dispone di fondi di capitale di investimento e fondi per investimenti in attrezzature, principalmente da Stati Uniti d'America, Europa e Asia. La società ha sede a New York, con filiali a Londra, Lussemburgo, Monaco di Baviera, Pechino, Hong Kong, Nuova Delhi e Singapore. La società opera come Private equity e come Fondo speculativo. Investe in proprietà e mutui a breve e lungo termine, immobili e obbligazioni di debito. La società, al 31 gennaio 2023, gestisce 12,5 miliardi di dollari  di asset in gestione.

## Storia
Avenue Capital Group è stata fondata nel 1995 dai fratelli Marc Lasry e Sonia Gardner. I due fondatori avevano precedentemente fondato Amroc Investments nel 1989 come fondo di investimento per debiti in sofferenza da 100 milioni di dollari organizzato in associazione con il Robert M. Bass Group.
Nel 1995, Lasry e Gardner avviarono il loro primo fondo Avenue, Avenue Investments, con meno di 10 milioni di dollari. Questo fondo onshore è cresciuto fino a raggiungere i 509 milioni di dollari al 31 dicembre 2012.
Nel 1997, Lasry e la Gardner costituirono il loro secondo fondo Avenue chiamato Avenue International. Questo fondo offshore attira investitori statunitensi esentasse e non statunitensi. Al 31 dicembre 2012, Avenue International aveva un patrimonio in gestione di 1,461 miliardi di dollari.
Nell'ottobre 2006, Morgan Stanley ha acquistato un pacchetto del 15% del capitale della società. Marc Lasry e Sonia Gardner hanno investito il 100% del denaro ricevuto da Morgan Stanley nei fondi di Avenue Capital.
Dal 2006 al 2009, Chelsea Clinton, figlia dell'ex presidente degli Stati Uniti Bill Clinton e dell'ex segretario di Stato Hillary Clinton, ha lavorato come associata presso Avenue Capital Group LLC.
Bloomberg ha riferito che al 28 febbraio 2010 Avenue Capital Group era il 13° hedge fund più grande del mondo a pari merito con King Street Capital Management.
Nel 2012, l'azienda è stata descritta nel libro di Maneet Ahuja, The Alpha Masters: Unlocking the Genius of the World's Top Hedge Funds. 
Nel febbraio 2016 Marc Lasry spiegò alla CNBC che Avenue Capital stava approfittando dell'opportunità di acquistare prestiti dalle banche europee a prezzo scontato: "La maggior parte delle banche è costretta dalla Banca Centrale Europea a vendere prestiti e quindi siamo in grado di acquistare tali prestiti con un grande sconto. La BCE probabilmente continuerà a fare pressione su queste banche affinché ripuliscano i loro bilanci".
Nell'agosto 2018, Avenue Capital ha investito 250 milioni di euro (278 milioni di dollari) in Castlehaven Finance, una piattaforma di prestito irlandese nel settore delle costruzioni. Nel marzo 2021, Avenue ha firmato un accordo con la compagnia aerea economica indiana SpiceJet per accogliere il finanziamento, la vendita e il leaseback di cinquanta nuovi aeroplani.
Fin dalla sua nascita nel 1995, Avenue ha raccolto 14 fondi di investimento specializzati nel private equity negli Stati Uniti, Europa e Asia per investire in titoli distressed e immobili.